# 129096 Andrewleung
129096 Andrewleung è un asteroide della fascia principale. Scoperto nel 2004, presenta un'orbita caratterizzata da un semiasse maggiore pari a 3,0777173 UA e da un'eccentricità di 0,1485352, inclinata di 8,14226° rispetto all'eclittica.